# Programa de Cidades Históricas
O Programa de Revitalização das Cidades Históricas ou simplesmente Programa de Cidades Históricas (PCH) foi um programa brasileiro de governo criado pela Secretaria de Planejamento da Presidência da República no ano de 1973 e que tinha como meta principal a preservação e o desenvolvimento econômico de alguns dos conjuntos urbanos brasileiros patrimonializados. As ações desenvolvidas por esse programa são analisadas como parte de um fenômeno mais amplo da história da preservação do patrimônio cultural brasileiro, o estímulo à transformação dos sítios preservados em atrações turísticas. Para tanto, foram analisados documentos, palestras e discursos de personagens fundamentais para as atividades de salvaguarda do patrimônio e de promoção do turismo, além de periódicos e legislação do período.

## Contexto histórico
A expansão mundial do turismo gerou grandes reflexos para o campo da preservação a partir da década de 1960. Conforme verificamos no relatório elaborado no ano de 1968 por Michel Parent, consultor que esteve no país financiado pela Unesco em 1966 e 1967, a conservação dos bens culturais brasileiros, até então subsidiada pelo governo, deveria, integrar os projetos de desenvolvimento nacional. Dentre eles, o turismo, com altos índices de crescimento anuais, destacava-se como um setor altamente promissor.
A defesa do turismo enquanto uma importante via para o desenvolvimento econômico e para a "auto-sustentabilidade" ou geração de recursos para a preservação do patrimônio cultural resume a argumentação principal da Unesco nos documentos produzidos por essa agência a partir de fins da segunda metade da década de 1960. Mesmo com uma breve advertência de que o turismo de massa poderia contribuir para a degradação dos bens culturais brasileiros, o sedutor argumento de que essa atividade financiaria as urgentes obras de restauração dos bens imóveis e conjuntos urbanos patrimonializados captando recursos da iniciativa privada e não somente do Estado foi amplamente utilizado ao longo das 128 páginas do relatório da Unesco de 1968, segundo o qual essa era uma tendência entre os países europeus mais desenvolvidos. Nesse novo contexto, os bens deveriam ser preservados porque eram atrações turísticas e, consequentemente, capacitavam-se novos agentes sociais aptos a defini-los, geri-los e desenvolver novas formas de salvaguarda.